# Domaradz (Damnica)
Domaradz (deutsch Dumröse, kaschubisch Domaréza) ist ein Dorf im Nordwesten der polnischen Woiwodschaft Pommern. Es gehört zur Landgemeinde Damnica (Hebrondamnitz) im Powiat Słupski (Stolper Kreis).

## Geographische Lage
Das Dorf liegt in Hinterpommern, 16 Kilometer östlich der Kreisstadt Stolp in einer Ebene zwischen Stolpe  und Lupow, umgeben von Ackerflächen und viel Wald. 

## Geschichte

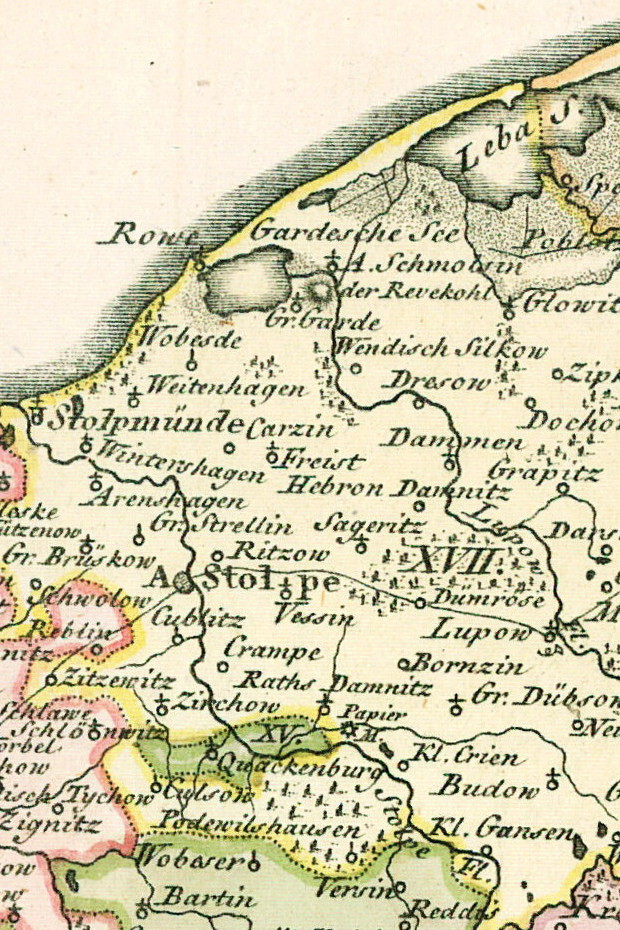
Dumröse östlich der Stadt Stolp (älterer Name: Stolpe), zwischen den Flüssen Stolpe und Lupow an der Verbindungsstraße von Stolp zum Kirchdorf Lupow gelegen, auf einer Landkarte von 1794.

Der deutsche Ortsname lautete noch im 18. Jahrhundert Dumrese. Im Jahr 1804 hatte das Dorf den Namen Dumrose. Den Namen Dumröse hat es erst in neuerer Zeit erhalten.
Die Familie Domrese hatte in der Region neben Dumröse noch weitere Güter in Besitz. Historiker vermuten, dass es sich um Angehörige der Familie Stojentin gehandelt hatte, denn die Domreses führten deren Wappen.
Durch Kauf kam Dumröse 1440 an Martin von Zitzewitz, Besitzer der Rittergüter Zitzewitz und Kussow. Es blieb mehr als 500 Jahre (bis 1945) im Besitz dieser Familie.
Um 1784 hatte Dumröse ein Vorwerk, fünf Bauern, einen Krug, eine Schmiede, einen Schulmeister und auf der Feldmark eine Ziegelei – bei insgesamt 22 Haushaltungen.
1834 erwarb Hermann von Zitzewitz aus Zezenow Dumröse bei einer Erbteilung. Er baute in Dumröse und Kussow neue Herrschaftshäuser. Der letzte Besitzer Peter-Hermann von Zitzwitz hat dann aus „edelmännischer pommerscher Tradition“ heraus Dumröse zu einem Mustergut entwickelt. 1911 kaufte er auch das Gut Denzin, eine im Norden von Dumröse gelegenen Ortschaft.
Am 1. April 1927 hatte das Gut Dumröse eine Flächengröße von 1014 Hektar, und am 16. Juni 1925 hatte der Gutsbezirk 324 Einwohner. Am 30. September 1928 wurde der Gutsbezirk Dumröse in die Landgemeinde Dumröse eingegliedert.
Anfang der 1930er Jahre hatte die Landgemeinde Dumröse ein Flächengröße von 13,4 km². Auf dem Gemeindegebiet gab es zwei Wohnplätze:
- Denzin
- Dumröse

Im Jahre 1939 lebten in Dumröse 321 Einwohner. 
Bis 1945 bildete Dumröse ein Landgemeinde im Landkreis Stolp im Regierungsbezirk Köslin in der preußischen Provinz Pommern des Deutschen Reichs. Die Gemeinde gehörte zum Amts- und Standesamtsbezirk Bornzin, zum Gendarmeriebezirk Velsow und zum Amtsgerichtsbereich Stolp.
Gegen Ende des Zweiten Weltkriegs wurde die Region von Truppen der Roten Armee besetzt, Dumröse selbst am 8. März 1945. Nach Beendigung der Kampfhandlungen wurde die Region anschließend zusammen mit ganz Hinterpommern seitens der sowjetischen Besatzungsmacht der Volksrepublik Polen zur Verwaltung überlassen. 
Das Dorf soll von der Sowjetmacht erst 1950 an Polen übergeben worden sein. Dumröse wurde unter der polonisierten Ortsbezeichnung ‚Domaradz‘ verwaltet. Die allermeisten einheimischen Dorfbewohner wurden von der polnischen Administratin vertrieben.  Für Kinder deutscher Familien, die nach dem Krieg in und um Dumröse zurückgeblieben waren, gab es ab 1951/52 für mehrere Jahre eine vierklassige deutsche Schule. Später wurden in der Bundesrepublik Deutschland 201 und in der DDR 60 Dorfbewohner aus Dumröse ermittelt.
Das Dorf ist heute Teil der Gmina Damnica im Powiat Słupski in der Woiwodschaft Pommern (1975–1998 Woiwodschaft Słupsk). Hier sind jetzt 257 Einwohner registriert.

## Kirche

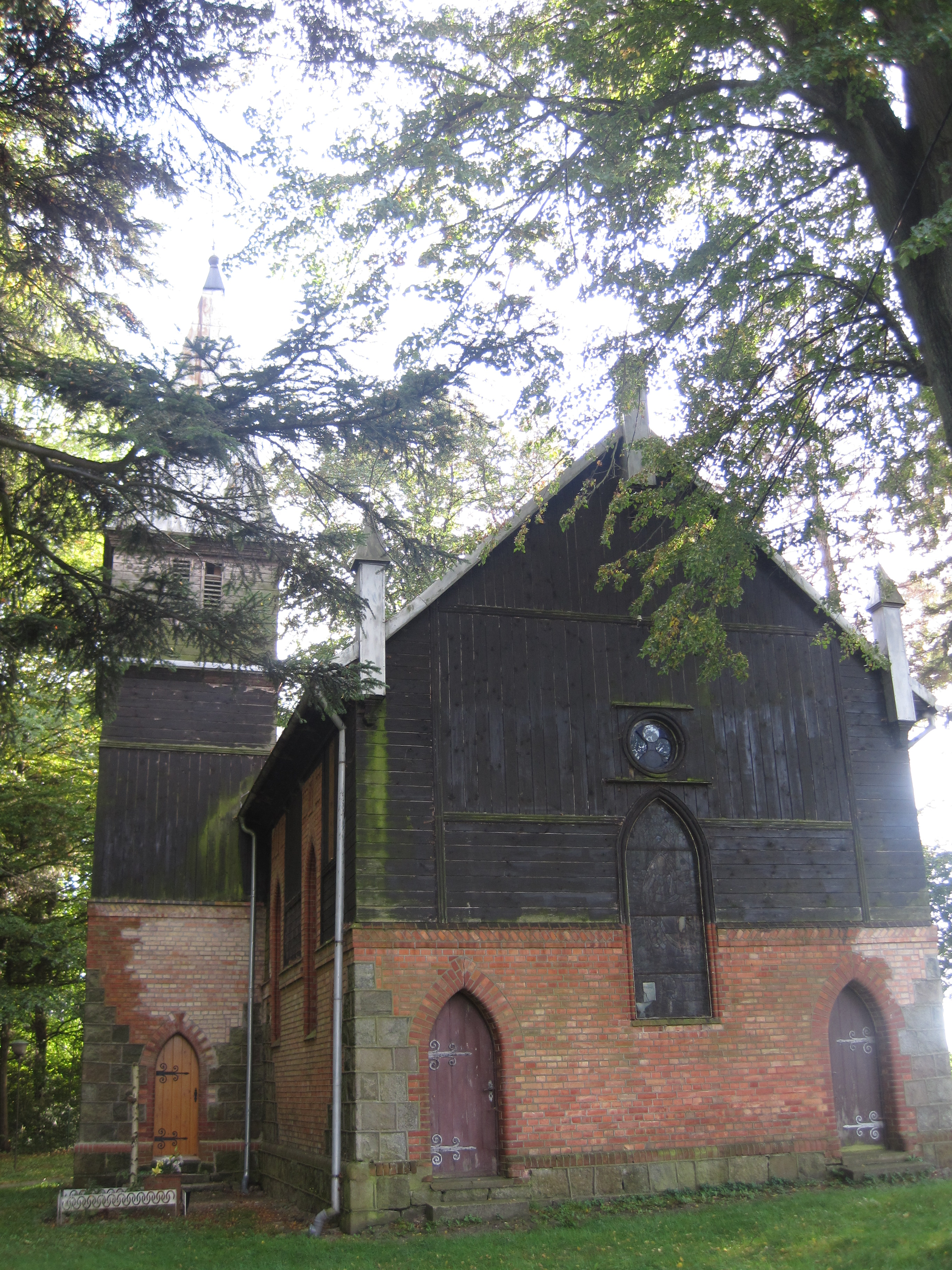
Dorfkapelle (2011), bis 1945 Gotteshaus der evangelischen Gemeinde Dumröse

In Dumröse wurde in den Jahren 1907–1909 von Rittergutsbesitzer Peter-Hermann von Zitzewitz eine Kapelle errichtet. Die überwiegende Zahl der Dumröser Bevölkerung war vor 1945 evangelischer Konfession, und so wurde das Gotteshaus dem Pfarramt in Groß Dübsow unterstellt. Dieses Kirchspiel gehörte zum Kirchenkreis Stolp-Altstadt im Ostsprengel der Kirchenprovinz Pommern der Kirche der Altpreußischen Union. Der Dumröser Rittergutsbesitzer vertrat als Kirchenpatron die Interessen seines Dorfes im Pfarrsprengel.

### Polnisches Kirchspiel seit 1945
Die seit 1945 und Vertreibung der einheimischen Dorfbewohner anwesende polnische Einwohnerschaft ist überwiegend katholisch. Das Dorf ist Filialort der Pfarrei Zagórzyca (Sageritz) im Dekanat Główczyce (Glowitz) im Bistum Pelplin der Katholischen Kirche in Polen.
Hier lebende evangelische Kirchenglieder sind der Kreuzkirchengemeinde in Stolp in der Diözese Pommern-Großpolen der Evangelisch-Augsburgischen Kirche in Polen zugeordnet.

## Schule
Die Volksschule in Dumröse war vor 1945 dreistufig. Hier unterrichteten im Jahre 1932 zwei Lehrer in drei Klassen 83 Schulkinder.

## Verkehr
Im Norden des Dorfes verläuft die Landesstraße 6 (ehemalige deutsche Reichsstraße 2, heute auch Europastraße 28), in die innerorts eine Verbindungsstraße vom südlich gelegenen Łabiszewo (Labüssow) kommend einmündet. 
Die nächste Bahnstation ist Damnica (Hebrondamnitz) an der Bahnlinie von Stargard Szczeciński nach Danzig (Gdańsk).

## Persönlichkeiten
- Marianne Jäger (* 1949), deutsche Politikerin (Bündnis 90/Die Grünen)